# دوخروو
دوخروو (به آلمانی: Ducherow) یک شهر در آلمان است که در فرپومرن-گرایفسوالد واقع شده‌است. دوخروو ۲٬۵۵۸ نفر جمعیت دارد.